# Ommata pseudoruficollis
Ommata pseudoruficollis là một loài bọ cánh cứng trong họ Cerambycidae.